# Chrysactinia
Chrysactinia es un género de plantas fanerógamas perteneciente a la familia de las asteráceas.  Comprende 6 especies descritas y  aceptadas. Es originario de Sudamérica.

## Taxonomía
El género fue descrito por Asa Gray y publicado en Memoirs of the American Academy of Arts and Science, new series 4(1): 93. 1849.	La especie tipo es: Chrysactinia mexicana A.Gray

## Especies aceptadas
A continuación se brinda un listado de las especies del género Chrysactinia aceptadas hasta julio de 2012, ordenadas alfabéticamente. Para cada una se indica el nombre binomial seguido del autor, abreviado según las convenciones y usos.
- Chrysactinia acerosa S.F.Blake
- Chrysactinia lehtoae D.J.Keil
- Chrysactinia luzmariae Rzed. & Calderón
- Chrysactinia mexicana A.Gray
- Chrysactinia pinnata S.Watson
- Chrysactinia truncata S.Watson